# Tymbodesmus vibekeae
Tymbodesmus vibekeae är en mångfotingart som beskrevs av Hoffman 2005. Tymbodesmus vibekeae ingår i släktet Tymbodesmus och familjen Gomphodesmidae. Inga underarter finns listade i Catalogue of Life.